# Фонсека, Гамини
Гамини Фонсека (синг. සෙම්බුගේ ගාමිනි ශෙල්ටන් ෆොන්සෙකා; 21 марта 1936 — 30 сентября 2004) — ланкийский актёр, режиссёр и политик.

## Биография
Гамини родился 21 марта 1936 года в городе Дехивала-Маунт-Лавиния. Первоначально хотел быть кинооператором, работал у Дэвида Лина на съемках фильма Мост через реку Квай и у Лестера Джеймса Перьеса в фильме «Рекава». В этом же фильме снялся в массовке. В 1959 сыграл небольшую роль в фильме «Daiwa Yogaya». В главной роли дебютировал в 1960 году в фильме «Sandesaya». В 1963 году снялся у Перьеса
в картине «Изменения в деревне» по книге сингальского романиста Мартина Викрамасингха. Фильм был удостоен Золотого Павлина Международного кинофестиваля в Нью-Дели и ряда других кинематографических наград, а Фонсек и Генри Йаесена стали популярны у зрителей.
В 1989 году ушел в политику, вступил в Объединенную национальную партию. Избрался в парламент страны от района Матара. Позднее был назначен губернатором Восточной провинции.